# Clarias fuscus
Clarias fuscus е вид лъчеперка от семейство Clariidae. Видът не е застрашен от изчезване.

## Разпространение и местообитание
Разпространен е във Виетнам, Китай (Гуандун, Гуанси, Гуейджоу и Юннан), Лаос, Провинции в КНР, Тайван и Хонконг. Внесен е в САЩ (Хавайски острови), Филипини и Япония.
Обитава сладководни басейни и потоци.

## Описание
На дължина достигат до 24,5 cm.
Популацията на вида е стабилна.